# Галицкая земля

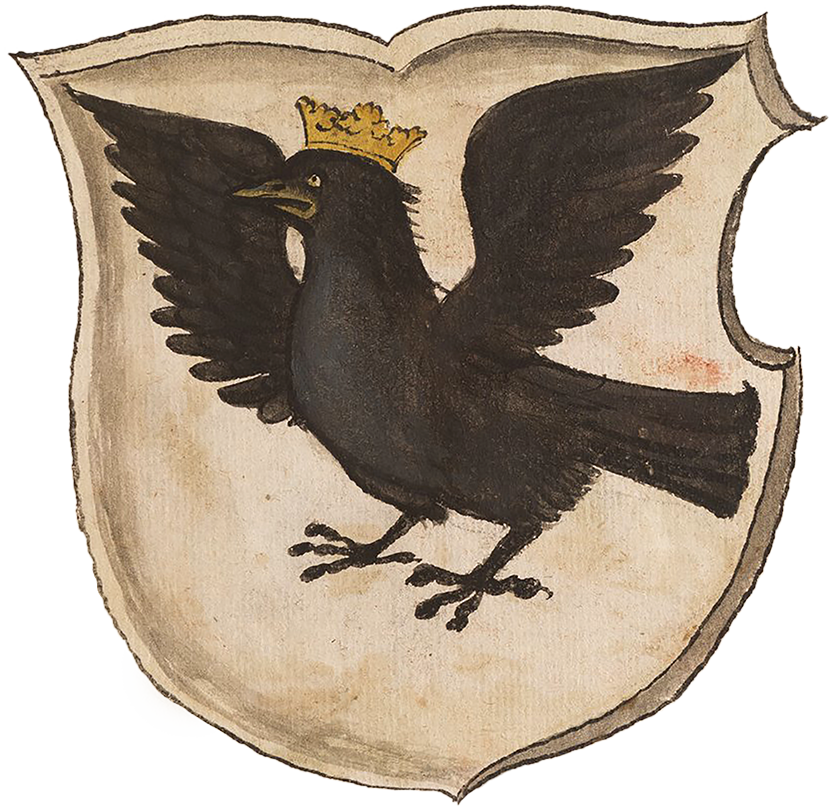
Герб Галицкой земли.

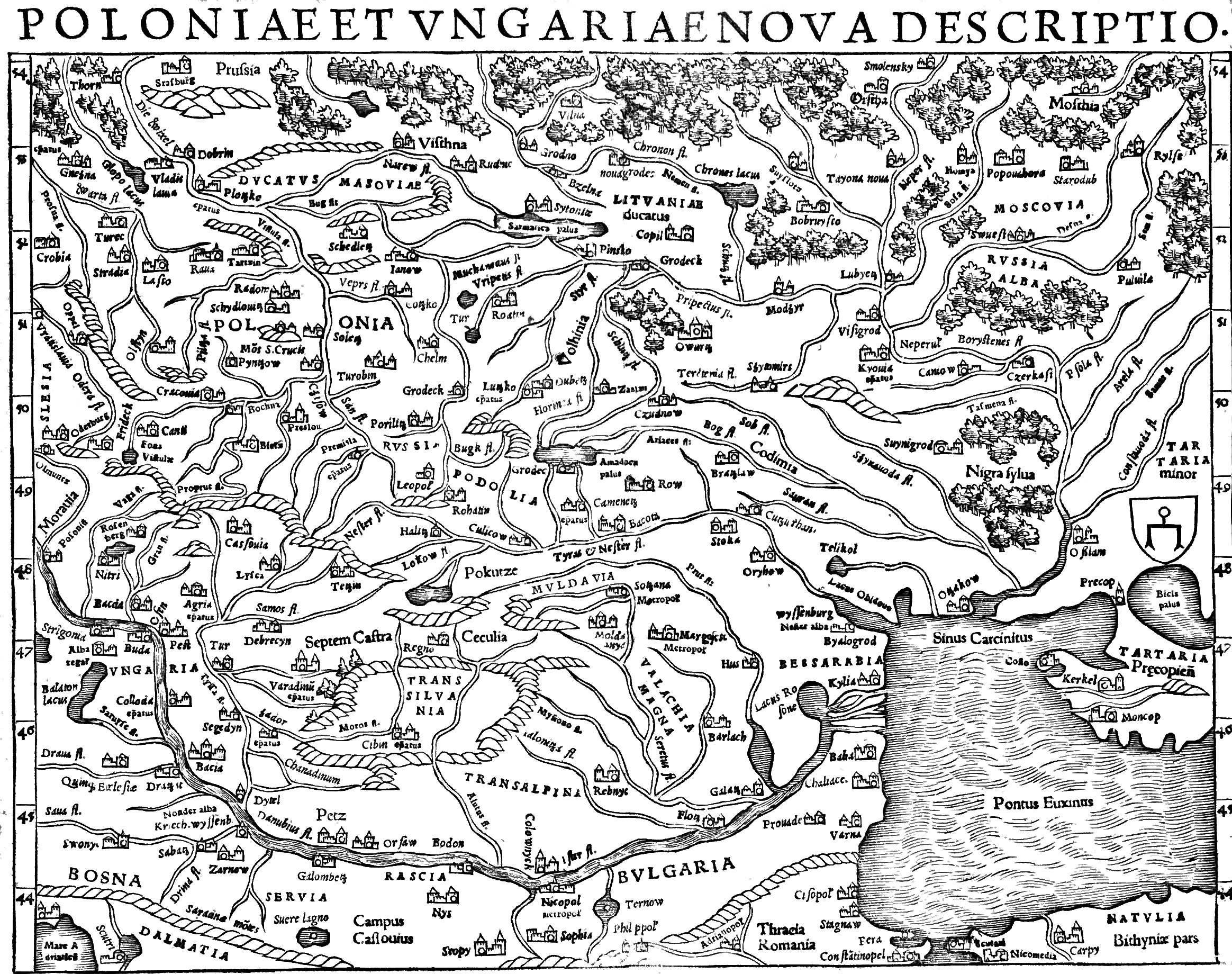
Галич, на рисунке Польша и Венгрия (Poloniae et Ungariae), из космографии Себастиана Мюнстера, 1554 года.

Га́лицкая земля́ (пол. Ziemia halicka) была одной из пяти земель Русского воеводства в составе Короны Королевства Польского, Речи Посполитой, с 1434 по 1772 год, до Первого раздела Речи Посполитой, когда эти земли перешли Австрии. 
С XII века увеличилось значение Галича, который пришёл в упадок после монголо-татарского нашествия 1240-х годов. В отличие от других земель Руси, здесь венгерские старосты дольше всего сопротивлялись присоединению земель к польскому королевству. Главным городом земли был Галич, где с 1564 собирался отдельный земельный Сеймик, находилась резиденция староства городового. На Сеймике выбирали 6 делегатов на Трибунал Коронный и Трибунал Сокровищным. Шляхта Галицкой земли на призыв старосты собиралась под Галичем.

## Галицкое княжество
Наибольшего экономического и культурного подъёма эти территории получили в эпоху Галицкого княжества XII в. династии Ростиславичей, в частности князя Ярослава Осмомысла. С начала XIII века после создания объединенного Галицко-Волынского княжества Галич начал приходить в упадок из-за почти 40-летней войны между князьями Романовичами и другими князьями-претендентами, королями Венгрии.

## Войны за Покутье
Южная часть Галицкой земли, называемая Покутьем, была заложена в 1388 году Владиславом II Ягайло молдавскому господарю Петру I. Поэтому к концу века начались споры за право владения Покутьем под предлогом невозврата ссуды. Наибольшее обострение произошло в 1490 году в правление Стефана III Великого, который занял Покутье. Лишь после разгрома молдавского войска господаря Петра Рареша 1531 в битве при Обертыне Покутье было закреплено в Короне.

## Территориальное деление
Галицкая земля делилась на три уезда:
- Галицкий с главным городом Галичем, староство гродове (княжеством под управлением старосты)
- Теребовельський с главным городом Теребовлей, староство гродове
- Коломийский с главным городом Коломыей

Кроме того, в Галицкой земле находилось несколько старосте негродових — имений с княжеством, сданных в залог или управления старости негродовому, который не занимал правительственной должности.
К старосте негродових относились:
- Тлумацкого с главным городом Тлумач
- Рогатинское с главным городом Рогатин
- Калушское с главным городом Калуш
- Снятинское с главным городом Снятын
- Солотвинское с главным городом Солотвино
- Краснопольский с главным городом Краснополь
- Могильницьке с главным городом Могилино
- Яблуновское с главным городом в Яблунове
- Бушнивське с главным городом в Бушниви

## Города, поселения
Согласно люстрации 1677 в Галицкой земле было 38 городов и 565 поселков. До XX века часть из городов потеряла свой статус.
| Герб | Город                                 | Год предоставления статуса города |
| ---- | ------------------------------------- | --------------------------------- |
|      | Болехов                               | 1612                              |
|      | Большовцы                             | 1624                              |
|      | Борки (Яворовский район)              | 1530                              |
|      | Букачёвцы                             | 1489                              |
|      | Бурштын                               | 1554                              |
|      | Бучач                                 | 1379                              |
|      | Долина (город)                        | 1525                              |
|      | Галич (Ивано-Франковская область)     | 1367                              |
|      | Золотой Поток                         | 1570                              |
|      | Езуполь                               | 1597                              |
|      | Калуш                                 | 1549                              |
|      | Косов                                 | 1654                              |
|      | Козова                                | 1569                              |
|      | Куты (Ивано-Франковская область)      | 1715                              |
|      | Липовка (Рогатинский район)           | 1570                              |
|      | Монастыриска                          | 1454                              |
|      | Нижнев                                | 1578                              |
|      | Отыния                                | 1606                              |
|      | Побережье (Ивано-Франковская область) | 1593                              |
|      | Подгайцы                              | 1463                              |
|      | Рогатин                               | 1415                              |
|      | Станиславов                           | 1663                              |
|      | Теребовля                             | 1389                              |
|      | Войнилов                              | 1552                              |